# 女娄菜叶龙胆
女娄菜叶龙胆（学名：Gentiana melandriifolia）是龙胆科龙胆属的植物，为中国特有植物。分布于云南等地，生长于海拔2,200米至3,000米的地区，常生于山坡岩石上，目前尚未由人工引种栽培。